# Кароль Виктор цу Вид
Карл Виктор цу Вид (полное имя — Карл Виктор Вильгельм Фридрих Эрнст Гюнтер; 19 мая 1913 — 8 декабря 1973) — претендент на трон Албании. Единственный сын Вильгельма Вида (1876—1945), князя Албании в марте-сентябре 1914 года, и Софии фон Шонбург-Вальденбург (1885—1936). Также носил имя Скендер в честь Скандербега — национального героя Албании.

## Ранняя жизнь
Карл Виктор родился 19 мая 1913 года в Потсдаме Прусском королевстве. С рождения носил имя — принц Карл Виктор цу Вид. Он был вторым ребёнком в семье принца Вильгельма Фридриха цу Вида [1876—1845; сына Вильгельма цу Вида (1845—1907), 5-го князя цу Вида, и принцессы Марии Голландской (1841—1910)], и его жены — княжны Софии фон Шонбург-Вальден (1885—1936). Через свою бабку по отцовской линии он находился в родстве с королевским домом Нидерландов. Его прадедами были король Голландии Виллем I и король Пруссии Фридрих Вильгельм III.
Карл Виктор изучал право в Тюбингенском университете. Его докторская диссертация на уголовно-процессуальную тему была опубликована в 1936 году в Штутгарте. Он был заядлым фехтовальщиком и любил кататься на лыжах. В 1937 году Свир описывал его как молодого человека с большими способностями и характером его отца.
7 марта 1914 года великие державы Европы назначили его отца Вильгельма цу Вида князем Албании. После этого его сын Карл Виктор получил титул наследного принц Албании.
С июля 1914 года Албания находилась в состоянии гражданской войны. Греческие войска оккупировали юг страны. 3 сентября 1914 года Вильгельм цу Вид с семьёй покинул Албанию и бежал в Венецию. Несмотря на потерю албанского престола, Вильгельм настоял, чтобы его сын сохранил за собой титул.
Во время Второй мировой войны Карл Виктор цу Вид служил офицером в германской армии в Румынии. Осенью 1941 года появилась информация, что немцы, уже занимавшие Югославию и северную часть Косова, решили использовать принца Карла Виктора цу Вида для привлечения албанцев на сторону Германии. Это беспокоило итальянского диктатора Муссолини. Его министр иностранных дел граф Чиано в ноябре 1941 году даже обвинял немцев в попытке создать новое Албанское государство во главе с принцем Карлом Виктором, который был против Италии. Страхи Чиано оказались напрасны, немцы успокоили его, заявив, что они не имеют планов насчёт Карла Виктора. Во время боёв у Монте-Кассино Карл Виктор цу Вид находился в состав 44-й пехотной дивизии.
После смерти своего отца 18 апреля 1945 года в городе Предял (Румыния) Карл Виктор сменил его в качестве главы княжеского дома Албании (Дом Вид) и великого магистра ордена Чёрного Орла, хотя не сделал никаких публичных претензий на трон Албании. Меньше чем через год после смерти отца, умерли оба его дяди — Вильгельм Фридрих цу Вид и Виктор цу Вид, бывший немецкий посол в Швеции.
В 1954 году Карл Виктор цу Вид написал о реабилитации своего родственника — немецкого исследователя, этнографа и естествоиспытателя принца Максимилиана цу Вида.
В 1960 году он покинул Мюнхенское общество «Freunde des Balletts», президентом которого он был с момента его основания в 1956 году. В следующем году он издал книгу: «Königinnen des Balletts: Zweihundert Jahre europäisches Ballett».

## Брак
8 сентября 1966 года в Нью-Йорке он женился на Эйлин де Коппет (урожденной Джонстон), вдове капитана армии США Андрэ де Коппета. Она была дочерью Джорджа Джонстона и Алисы Персиваль. Она родилась 3 сентября 1922 в Честере (Англия) и умерла 1 сентября 1985 года в Нью-Йорке (США).
Карл Виктор и Эйлин проживали на улице Чейни-уок в Челси (Лондон).
В декабре 1973 года он скончался в Мюнхене и был похоронен в Нойвиде.

## Титулы
- 19 мая 1913 — 7 марта 1914 — Его Светлость Принц Кароль Виктор цу Вид
- 7 марта 1914 — 8 декабря 1973 — Его Высочество Наследный Принц Албании.